# Alfredo Toscano
Alfredo “Fredy” Toscano (San Miguel de Tucumán, 4 de octubre de 1969) es un político peronista tucumano, Concejal electo en uso de licencia actualmente se desempeña como Secretario de Obras Públicas de la Municipalidad de San Miguel de Tucumán. Forma parte del Partido por la Justicia Social conducido por el Intendente Germán Alfaro.

## Biografía
Nació el 4 de octubre de 1969 en la ciudad de San Miguel de Tucumán, creció en el Barrio de Villa Amalia y hoy conserva un vínculo especial con sus orígenes.
Realizó sus estudios primarios en la Escuela Guillermo Griet, donde fue escolta de la Bandera Nacional y participó en el concurso “Islas Malvinas Soberanía e Independencia” organizado por el Ministerio de Educación de la Nación por el cual obtuvo una beca con la cual financió sus estudios secundarios en la Escuela Comercio N° 1 Gral. Manuel Belgrano.
En su vida es primordial la familia y la fe religiosa, y hoy disfruta siendo padre de ocho hijos a quienes inculca día a día el esfuerzo de superación, la solidaridad y el amor al prójimo.

## Trayectoria política
Se inició en la militancia política desde muy joven, su compromiso y su entrega para buscar nuevas y mejores oportunidades para todos lo llevó a militar en el peronismo.
En la actualidad, alejado del PJ tucumano, se define como «parte del proyecto político de Germán Alfaro».
En su carrera política fue Subdirector de Empleo y Emprendimiento, tras la creación de la primera oficina de empleo con rango de dirección en la provincia; Subsecretario de Servicios Públicos y Coordinador de la Secretaría de Obras Públicas durante los gobiernos del ex intendente Domingo Amaya (2003-2007; 2007-2011; 2011-2015).
En año 2011 fue electo Legislador provincial, cargo que ocuparía hasta el año 2019 tras ser reelecto en el año 2015. En su gestión como legislador presidió la Comisión de Medio Ambiente e impulsó más de 200 proyectos de ley y más de 150 proyectos de resolución y declaración. Entre ellos se encuentran:
- Autor de la Ley 8975. Cobertura de cirugía reconstructiva de seno post cáncer de mama.
- Autor de la Ley Contra el Maltrato Animal.
- Autor de la Ley de Dislexia, que busca su reconocimiento como trastorno de aprendizaje y otorgara cobertura médica para quienes la padecen.
- Impulsor de la Ley 8906 de Titularidad de la historia clínica.
- Autor de varios proyectos, iniciativas y medidas adoptadas en la Ley General de Medio Ambiente Provincial tendientes a regular y controlar el funcionamiento de los ingenios para prevenir la quema de caña.
- Promotor del proyecto Eco Casas para la construcción de viviendas y módulos habitaciones a partir de ladrillos ecológicos.[4]

En las elecciones de 2019 integró la lista Vamos Tucumán con el acople «Viva la Ciudad» y fue electo Concejal. En este período impulsó proyectos de ordenanza para:
- Instalación de cargadores solares públicos.
- Obligación para bares y restaurantes de ofrecer menús para personas no videntes.
- Creación de bicisendas en la Ciudad.
- Regulación en la construcción de edificios de altura dentro de las 4 avenidas.[5]
- Creación del Registro Municipal de donantes de Alimentos.
- Incorporar en el Código Tributario Municipal el denominado "Domicilio Electrónico".
- Crear el "Programa de Prevención contra el Acoso Virtual".

Actualmente se desempeña como Secretario de Obras Públicas tras ser convocado en el año 2020 por el Intendente Germán Alfaro.

## Otros cargos políticos
- Jefe de campaña de la Diputada Nacional, Beatriz Ávila, elecciones 2019.
- Asesor legislativo (1999-2003).
- Secretario de Bloque de Concejales Partido Justicialista (1995-1999).
- Consejero de la Juventud Peronista.
- Vicepresidente segundo de la Juventud Peronista.
- Congresal del Partido por la Justicia Social.